# Клагето (Аризона)
Клагето (англ. Klagetoh) — переписна місцевість (CDP) в США, в окрузі Апачі штату Аризона. Населення — 181 особа (2020).

## Географія
Клагето розташоване за координатами 35°30′0″ пн. ш. 109°31′50″ зх. д. / 35.50000° пн. ш. 109.53056° зх. д. (35.499997, -109.530457).  За даними Бюро перепису населення США в 2010 році переписна місцевість мала площу 0,87 км², з яких 0,87 км² — суходіл та 0,00 км² — водойми.

## Демографія
Згідно з переписом 2010 року, у переписній місцевості мешкали 242 особи в 60 домогосподарствах у складі 44 родин. Густота населення становила 279 осіб/км².  Було 71 помешкання (82/км²).
Расовий склад населення:
| - 96,3 % — корінних американців - 1,2 % — азіатів |

До двох чи більше рас належало 2,5 %. Частка іспаномовних становила 0,8 % від усіх жителів.
За віковим діапазоном населення розподілялося таким чином: 39,3 % — особи молодші 18 років, 51,2 % — особи у віці 18—64 років, 9,5 % — особи у віці 65 років та старші. Медіана віку мешканця становила 26,5 року. На 100 осіб жіночої статі у переписній місцевості припадало 86,2 чоловіків;  на 100 жінок у віці від 18 років та старших — 72,9 чоловіків також старших 18 років.
Середній дохід на одне домашнє господарство  становив 49 472 долари США (медіана — 21 875), а середній дохід на одну сім'ю — 66 093 долари (медіана — 35 417). За межею бідності перебувало 46,0 % осіб, у тому числі 43,3 % дітей у віці до 18 років та 31,8 % осіб у віці 65 років та старших.
Цивільне працевлаштоване населення становило 67 осіб. Основні галузі зайнятості: освіта, охорона здоров'я та соціальна допомога — 44,8 %, будівництво — 35,8 %, публічна адміністрація — 14,9 %, роздрібна торгівля — 3,0 %.